# Dynamic Maximum Tension
Dynamic Maximum Tension ist ein Jazzalbum von Darcy James Argue’s Secret Society. Die in New York vom 29. August bis 2. September 2022 entstandenen Aufnahmen erschienen am 8. September 2023 auf Nonesuch Records.

## Hintergrund
Argue betitelte das Album Dynamic Maximum Tension – der Begriff stammt vom amerikanischen Architekten und Erfinder Buckminster Fuller (1895–1983), der damit seine Philosophie der maximalen Nutzung von Materialien umschrieb. Neben Buckminster Fuller erweist Argue dem Kryptoanalytiker und Informatiker Alan Turing, dem Komponisten und Arrangeur Bob Brookmeyer, der Schauspielerin und Drehbuchautorin Mae West, der Trompeterin und Mentorin Laurie Frink und dem Musiker und Bandleader Duke Ellington seine Referenz. „Tensile Curves“ ist zum Teil eine Antwort auf Ellingtons „Diminuendo and Crescendo in Blue“, in dem Argue das abnehmende Tempo als Analogon zur abnehmenden Dynamik des Ellington-Werks verwende, schrieb Katharine (Katchie) Cartwright.
Solisten bei Dynamic Maximum Tension sind der Baritonsaxophonist Carl Maraghi in seiner Hommage an Bob Brookmeyer „Wingèd Beasts“, die Trompeterin Ingrid Jensen in „Mae West: Advice“ und „Your Enemies Are Asleep“., der Altsaxophonist Rob Wilkerson in „Codebreaker“, Sopransaxophonist Dave Pietro in „Ebonite“ und die Trompeterin Nadje Noordhuis in dem Laurie Frink gewidmeten „All In“.
Der letzte Titel des Albums, „Mae West: Advice“ (mit dem Songtext von Paisley Rekdal) wird von Cécile McLorin Salvant gesungen; das Stück ist der traditionellen Bigband- und Swingmusik am nächsten, schrieb Ed Enright.

## Titelliste
- Darcy James Argue’s Secret Society: Dynamic Maximum Tension (Nonesuch Records)[4]

1. Dymaxion 7:03
2. All In 7:37
3. Ebonite 6:33
4. Last Waltz for Levon 6:54
5. Wingèd Beasts 13:42
6. Your Enemies Are Asleep 8:17
7. Codebreaker 5:38
8. Ferromagnetic 9:16
9. Single-Cell Jitterbug 5:25
10. Tensile Curves 34:44
11. Mae West: Advice 6:20

Die Kompositionen stammen von Darcy James Argue.

## Rezeption
Es gebe es ein berechtigtes Argument dafür, dass kein Musiker einen größeren Einfluss auf den modernen Bigband-Jazz hatte als Darcy James Argue, meint Dave Sumner (Daily Bandcamp). Dessen Projekte würden eine Offenheit gegenüber dem Möglichen widerspiegeln und man könne ahnen, dass thematisch stets etwas zu erwarten sei, das sowohl klug als auch unterhaltsam ist. Argues neueste Version – akustische Darstellungen weniger bekannter historischer Persönlichkeiten – passt genau zu seiner Menagerie aus Verschwörungstheorien, Zeitgeist-Mashups aus dem mythologischen Brooklyn und einer Steampunk-Serenade. Wenn man alte, etablierte Ausdrucksformen – seien es Wörter, Geräusche oder Formen – auf eine völlig neue Art und Weise präsentiere, verleihe man diesen Wörtern, Geräuschen und Formen neues Leben. Darcy James Argue mache Bigband-Jazz wieder jung.
Genau darum gehe es Darcy James Argue bei seinem Debüt auf dem Nonesuch-Label: alle Möglichkeiten eines großen Klangkörpers bis zur Neige auszuschöpfen, schrieb Reinhard Köchl in Jazz thing. Die elf mit viel Liebe fürs Detail arrangierten Titel würden inspirierenden Persönlichkeiten aus der Mitte des 20. Jahrhunderts huldigen, für Argue „eine Zeit, in der die Zukunft besser aussah als heute“.
Von der Zugfestigkeit des ersten Akkords von „Dymaxion“ über die düstere Knurrkraft von „Ferromagnetic“ bis zum letzten Wort von „Mae West“ sei Dynamic Maximum Tension ein Genuss, meint Katharine (Katchie) Cartwright in All About Jazz. Es gebe noch mehr zu berichten, aber wie Argue sagte: „Schließ einfach deine Augen und hör dir das verdammte Ding an.“
Was Darcy James Argue mit großen Ensembles mache, würde einfach zu den aufregendsten Musik gehören, die gerade gemacht wird, schrieb
Phil Freeman (Ugly Beauty/Stereogum), der es zu den zehn besten Alben des Jahres zählte: „Die Stücke pochen und dröhnen, Ebbe und Flut, schwingen und rocken. Manchmal ist es ruhig, aber es steigert sich zu gewaltigen Crescendos, und in der Ecke versteckt sich immer ein kleines Geräusch, das einen überrascht.“ Manche Bigbands würden einfach nur Riffs spielen; die Musik pulsiere und der Schlagzeuger gebe ihr die Illusion einer Vorwärtsbewegung. Aber Argues Musik bewege und wirble wie eine ganze Galaxie, die sich selbst umkreist, und es sei atemberaubend, ihnen zuzuhören.
```
Nate Chinen
 (
National Public Radio
) zählte es zu den besten zehn Alben des Jahres und schrieb, es sei eine maximalistische Ästhetik, die bereits im Titel angedeutet werde. Was die Dynamik und Spannung angeht – Argue setze diese Elemente gekonnt in jeder einzelnen seiner Kompositionen ein und zeichne einen bewusst unerschrockenen Kurs. Seine Secret Society habe ein seltenes Maß an kollektiver Flexibilität entwickelt und sei mit Kapazitäten wie dem Saxophonisten Dave Pietro und dem Posaunisten Ryan Keberle besetzt, die wissen, wie man Eindruck macht. So betont modern sein Ansatz auch sein mag, Argue habe einen Liebesbrief an die Big-Band-Tradition geschrieben und eine altehrwürdige Musiksprache mit unzähligen neuen Wendungen geehrt.
[
8
]
```

Das Album erhielt eine Nominierung für die Grammy Awards 2024 in der Kategorie „Bestes Album eines größeren Ensembles“.